# Острови Алусемас
35°12′54″ пн. ш. 3°53′46″ зх. д. / 35.215° пн. ш. 3.89611111° зх. д.
Острови Алусемас (араб. جزر الحسيمة, ісп. Islas Alhucemas) — група з трьох невеличких островів,  що розташовані біля узбережжя Марокко в Альборанському морі і разом складають одну з іспанських суверенних територій. Предмет суперечок між Марокко і Іспанією.

## Огляд

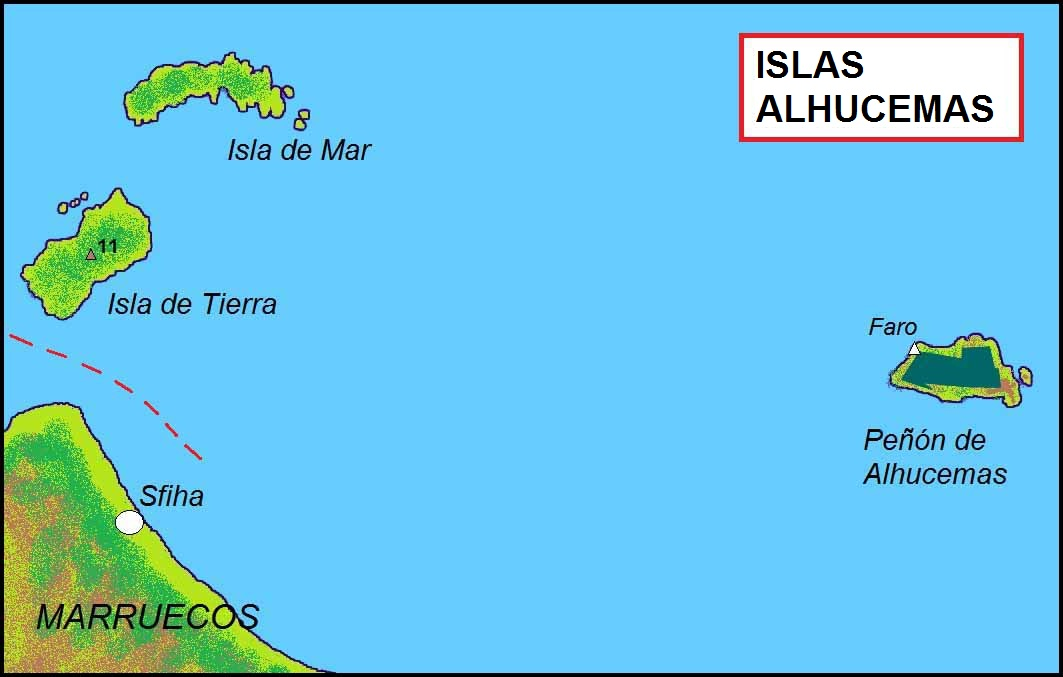
Мапа островів

Острів Пеньйон-де-Алусемас, разом з острівцями Ісла-де-Мар і Ісла-де-Т'єрра, розташованими трохи на захід, утворюють острови Алусемас. Вони розташовані в 300 метрах (984 фути) від марокканського міста Ель-Хосейма, за 146 км (91 милі) на схід від Сеути та за 84 км (52 милі) на захід від Мелільї. Загальна площа суші групи з трьох островів становить 4,6 га або 0,046 квадратних кілометрів (0,018 квадратних миль).
• Пеньйон-де-Алусемас (іспанська вимова: [peˈɲon de aluˈθemas], «Лавандова скеля», 35°12′49″ пн. ш. 3°53′22″ зх. д. / 35.2135° пн. ш. 3.8895° зх. д.) — крихітний скелястий острів, розміром 220 м (722 футів) на схід-захід і до 84 м (276 футів) північ-південь площею 1,5 га або 0,015 км2 (0,006 кв. милі) та висотою 27 м (89 футів). Скеля повністю зайнята фортом, кількома будинками та церквою. Це один з декількох пенйонів, або скельних фортець, біля узбережжя Північної Африки.
• Ісла-де-Т'єрра (35°12′55″ пн. ш. 3°54′09″ зх. д. / 35.2152° пн. ш. 3.9026° зх. д.) — крута, 11 м (36 футів) висока скеляста платформа, 114 м (374 футів) на північ від марокканського берега.
• Ісла-де-Мар (35°13′03″ пн. ш. 3°54′03″ зх. д. / 35.2176° пн. ш. 3.9008° зх. д.) — рівнинний, високий 4 м (13 футів) острівець на північ від Ісла-де-Т'єрра, довжиною 245 м (804 футів) на схід-захід, шириною до 70 м (230 футів), площа 1,4 га або 0,014 км2 (0,005 кв. милі).

## Історія
Іспанське правління островами датується 1559 роком, коли Саадити передали Іспанії кілька територій в обмін на допомогу Іспанії проти османських армій. У 1673 році Іспанія направила гарнізон на острів Пеньйон-де-Алусемас і з тих пір постійно контролює його. Острови також розташовані поблизу місця висадки, яку експедиційні сили Іспанії та Франції використовували в 1925 році під час Рифської війни. Марокко заперечує суверенітет Іспанії над островами з часу отримання Марокко незалежності в 1956 році.

## Клімат
| Кліматограма                                                                                   | Кліматограма | Кліматограма | Кліматограма | Кліматограма | Кліматограма | Кліматограма | Кліматограма | Кліматограма | Кліматограма | Кліматограма | Кліматограма |
| ---------------------------------------------------------------------------------------------- | ------------ | ------------ | ------------ | ------------ | ------------ | ------------ | ------------ | ------------ | ------------ | ------------ | ------------ |
| С                                                                                              | Л            | Б            | К            | Т            | Ч            | Л            | С            | В            | Ж            | Л            | Г            |
| 58 16 7                                                                                        | 34 19 8      | 35 22 9      | 17 28 11     | 17 32 15     | 8 36 18      | 2 39 21      | 4 38 21      | 28 35 18     | 26 28 15     | 66 21 10     | 23 16 8      |
| Середня макс. і мін. температури повітря (°C) Атмосферні опади (мм), за рік : 318 мм. Джерело: |              |              |              |              |              |              |              |              |              |              |              |